# Stavroúpoli (Xánthi)
Stavroúpoli, en grec moderne : Σταυρούπολη, est un ancien dème (Δήμος Σταυρουπόλεως / Dímos Stavroupóleos) et un village de Macédoine-Orientale-et-Thrace, en Grèce. En 2010, il est fusionné dans le dème de Xánthi. Il est situé à une altitude de 130 mètres, sur les rives du fleuve Néstos, en amont du détroit du même nom. Il se trouve à 28 km de la ville de Xánthi.
Selon le recensement de 2011, la population du dème compte 536 habitants.
Jusqu'en 1920, la localité s'appelait Gení-Kió (en grec moderne : Γενή-Κιό).